# 조지 레이전비
조지 로버트 레이전비(영어: George Robert Lazenby, 1939년 9월 5일 ~ )는 오스트레일리아의 배우이다. 2번째로 제임스 본드 역할을 맡은 배우로, 역대 본드 중에서도 유일하게 비유럽권 출신의 배우다.

## 출연 작품
- 비커밍 본드 (2017)
- 어 윈터 로즈 (2016)
- 헐리웃과 맞장뜨기: 호주 B무비의 세계 (2008)
- 윈터 브레이크 (2003)
- 거미줄 (2002)
- 포 독스 플레잉 포커 (2000)
- 이소룡 - 전사의 여행 (2000)
- 배트맨 비욘드 - 시리즈 (1999)
- 배트맨 비욘드: 더 무비 (1999)
- 보디가드 대소동 (1994)
- 엠마뉴엘의 향수 (1993)
- 엠마뉴엘의 비밀 (1993)
- 게티스버그 (1993)
- 엠마뉴엘 시리즈 - 사랑 (1993)
- 엠마뉴엘 시리즈 - 복수 (1992)
- 양들의 반란 (1992)
- 슈퍼보이 (1988)
- 네버 투 영 투 다이 (1986)
- 돌아온 0011 나폴레옹 솔로 (1983)
- 라스트 하렘 (1981)
- 데쓰 디멘션 (1978)
- 사망유희 (1978)
- 이소룡 일대기 생과 사 (1977)
- 어 퀸스 랜섬 (1976)
- 스카이 하이 (1975)
- 철금강대파자양관 (1974)
- 이소룡의 생과 사 (1973)
- 007과 여왕 (1969)
- 하와이 5-0수사대 (1968)
- 077 - 첩보작전 (1965)